# 西村いちか
西村 いちか（にしむら いちか、1988年4月12日 - ）は、日本のレースクイーン、モデル、タレントである。
青森県出身。イー・スマイル所属。愛称は「いちかる」。

## 略歴
2009年と2010年の2年連続で、スーパー耐久「ingsスーパーレースクイーン」として活動。当時は「西村陽奈」（にしむら ひな）名義で活動していたが、2012年より現事務所に所属し、現在の芸名に改めた。
2012年のSUPER GTで「SaRDイメージガール」(衣装のスポンサー名はKOBELCO)を成島桃香（後に桃香と改名）と共に務めた後、2013年から2018年までの6年連続で「LEXUS TEAM SaRD “KOBELCO GIRLS”」として活動。
2018年2月には「レースクイーン・オブ・ザ・イヤー'17-'18」を受賞。2014年（'13-'14）の佐野真彩と並ぶ29歳での受賞となった。なお、歴代のレースクイーン・オブ・ザ・イヤーにおいて、昭和生まれ（1988年(昭和63年）生）が選ばれたのは彼女が最後である（2019年2月現在）。
2018年2月14日の自身のブログに於いて、同年度限りでのレースクイーン卒業を発表。2019年4月より、GAORAで冠番組『西村いちか ゴルフ大好き!!』が開始。

## 人物
- 趣味：掃除、半身浴
- 特技：バドミントン、卓球、そろばん（3級）、ボウリング、ボルダリング
- 好きな色：紫、緑
- サマンサタバサのブランドレップである読者モデルの鈴木優美[7]と仲が良く、鈴木のブログに度々登場している[8]。また事務所の同僚だった岡咲翔子とも仲が良い[9]。
- 愛嬌がありフレンドリー。

## 主な活動

### レースクイーン
- 2009年 - 2010年：スーパー耐久「ingsスーパーレースクイーン」[1]
- 2012年：SUPER GT「SaRDイメージガール」[2]
- 2012年 - 2013年：スーパー耐久「TWSプリンセス」
- 2013年 - 2018年：SUPER GT「LEXUS TEAM SaRD KOBELCO GIRLS」[10][11]
- 2014年 - 2015年：スーパーフォーミュラ「Lenovo TEAM IMPUL LENOVO GIRLS」[12]
- 2014年：FAT FIVE Racing Girls[13]
- 2015年 - 2016年：スーパー耐久「GTNET GIRLS」[14]
- 2016年6月：レッドブル・エアレース・ワールドシリーズの2016年千葉大会にてレースクイーンとしてマルティン・ソンカ（チーム・ソンカ）のチームガールを務める[15][16]。また、同大会の「エアレースクイーン大賞2016」にて優勝した[17]。
- 2016年-2018年：スーパーフォーミュラ「KONDO Racing raffinee Lady」[注 1]

### その他
- 名古屋オーシャンズマスコットガール「Wing」メンバー（2012年 - ）[19]
- 日テレG+サポーターズ（2013年 - ）[20]
- 漫画アクション（双葉社）「ミスアクション2013」ファイナリスト[21]
- GOLF TODAY（三栄書房）GTバーディーズ（2015年10月 - ）[22]

## 出演

### テレビ番組
- - お笑いチャンピオンボウリング（フジテレビONE）
    - 2013年2月26日：アシスタントとして出演
    - 2013年5月21日：麻倉みな、秋山ゆりかと共に“最強ガールズ”チームとして参加

  - 東京暇人（日本テレビ）
    - 2015年4月10日：G+サポーターズとして渡辺未優と共にゲスト出演

  - motoGPプラチナセレクション（BSスカパー）
  - Kickboxing MUSASHI Beauty Body Make
  - Enjoy Bouldering
- 西村いちか ゴルフ大好き!!（GAORA・2019年4月7日 - ）[6]

### イベント
- 東京ゲームショウ「CAPCOMブース」（2012年9月）
- 大阪オートメッセ「TWSブース」（2013年2月）
- 大阪オートメッセ「V-VISION LEVEL Vブース」（2014年2月）
- 関西コレクション KAINOステージ （2015年4月）

#### 東京オートサロン出演歴
| 年              | 出演ブース     | 備考                                  |
| --------------- | -------------- | ------------------------------------- |
| 2013年 - 2014年 | TWS            | [ 23 ]                                |
| 2015年          | ホシノインパル | LENOVO GIRLとして出演                 |
| 2016年          | C-WEST         | 村上麻莉奈と共にGT NET GIRLとして出演 |
| 2017年          | C-WEST         | 藤井みのりと共にGT NET GIRLとして出演 |
| 2018年          | C-WEST         | [ 23 ]                                |
| 2019年          | C-WEST         | 今井みどりと共にGT NET GIRLとして出演 |

### その他
- スポーツブル『BULL'S STATION』木曜日担当（2017年8月～）

## 受賞
- 2012年：日本レースクイーン大賞新人GP 準グランプリ[27]
- 2014年：日本レースクイーン大賞「クリッカー賞」[28]
- 2015年：日本レースクイーン大賞受賞
- 2016年：レッドブル・エアレース・ワールドシリーズ 千葉大会「エアレースクイーン大賞」グランプリ[16]
- 2018年：レースクイーン・オブ・ザ・イヤー17-18[4]